# River Frome (vattendrag i Storbritannien, England, lat 51,34, long -2,30)
River Frome är ett vattendrag i Storbritannien.   Det ligger i riksdelen England, i den södra delen av landet, 150 km väster om huvudstaden London.